# L'avenir n'est plus ce qu'il était
L'avenir n'est plus ce qu'il était (Been Down So Long It Looks Like Up to Me) est un roman de Richard Fariña publié en 1966.